# کیم کیمون
کیم کیمون (انگلیسی: Kim Kimoon؛ زادهٔ ۱ ژانویهٔ ۱۹۵۴) شیمی‌دان اهل کره جنوبی و از پراستنادترین پژوهشگران آی‌اس‌آی و از دانش‌آموختگان دانشگاه استنفورد و استاد گروه شیمی در دانشگاه علم و فناوری است. کیم ۳۰۰ مقاله تألیف یا در ان همکاری کرده‌است که بیش از ۳۰٬۰۰۰ بار به آنها استناد شده‌است. وی در سال ۲۰۱۴، ۲۰۱۵، ۲۰۱۶ یک محقق کاملاً برجسته در زمینه شیمی بوده‌است.

## حرفه
تحقیقات او بر ایجاد مواد و دستگاه‌های کاربردی جدید مبتنی بر شیمی سوپرمولکولی متمرکز شده‌است. به‌طور خاص، گروه تحقیقاتی وی بر روی مواد مختلف کاربردی مبتنی بر cucurbiturils و متخلخل فلزی آلی کار کرده‌است.
علاوه بر این، مقاله او که در سال ۲۰۰۰ در Nature به چاپ رسیده‌است ، که سنتز مواد بلوری نانوذرات هموکیرال با استفاده از مونتاژ خود و برنامه برای یک کاتالیزور کایرال را گزارش می‌کرد، قابل توجه است زیرا در بین ۳۵ مقاله برتر شیمی برجسته منتشر شده در طبیعت از سال ۱۹۵۰ تا ۲۰۰۰ قرار گرفت.